# ....tears
「....tears」（ティアーズ）は、1996年12月25日にリリースされた天方直実の4枚目のシングルである。

## 解説
本作が制作される前から、天方は久保こーじ・前田たかひろにアマチュアの頃から書き溜めていた歌詞を見せていた。久保に「作詞をやってみたいんです」と言ってみたら、久保から「冬」「淋しい歌」等幾つかのキーワードを持ちかけつつ「ちょっと書いてみたら」と背中を押した。3日間前田と夜中にFAXで歌詞のやりとりをして、天方が書いた歌詞を前田が補作した。
天方は「素直に泣きたいんだけど、一人じゃないと泣けない部分があって、それは周りのことや相手のことを考えてしまって、その場で気持ちを表現できなくなってしまった」ことを表現しようとした。
アマチュア時代には「使ってはいけない」と戒めていた裏声を使った。その際、天方は「こんな表現の仕方があるんだ」「こんな歌い方も出来るんだ」と嬉しくなった。
久保は「僕にとって1996年のベストな作品」と称し、前田も「良い作品に仕上がった」と満足した。
小室哲哉も「良い曲だね」と絶賛し、各所メディアで本作について言及した。

## 収録曲
1. ....tears (ORIGINAL MIX)
  - 作詞：天方直実・前田たかひろ　作曲・編曲：久保こーじ　Mixed by Dave Ford
2. ....tears (EXTENDED MIX)
3. ....tears (ORIGINAL KARAOKE)